# ニーダーシュテッテン
ニーダーシュテッテン (ドイツ語: Niederstetten, ドイツ語発音: [niːdɐˈʃtɛtn̩] ( 音声ファイル)) はドイツ連邦共和国バーデン＝ヴュルテンベルク州マイン＝タウバー郡に属す市。この街はタウバー川支流のフォアバッハ川流域に位置する。

## 地理

### 市の構成
バーデン＝ヴュルテンベルク州の市町村再編の時代、1973年にそれまで独立した自治体であったアドルツハウゼン、ヘレンツィンメルン、ニーダーシュテッテン、オーバーシュテッテン、プフィツィンゲン、リンダーフェルト、リュッセルスハウゼン、フォアバッハツィンメルン、ヴェルムーツハウゼン、ヴィルデンティーアバッハの市区からなる。

## 歴史

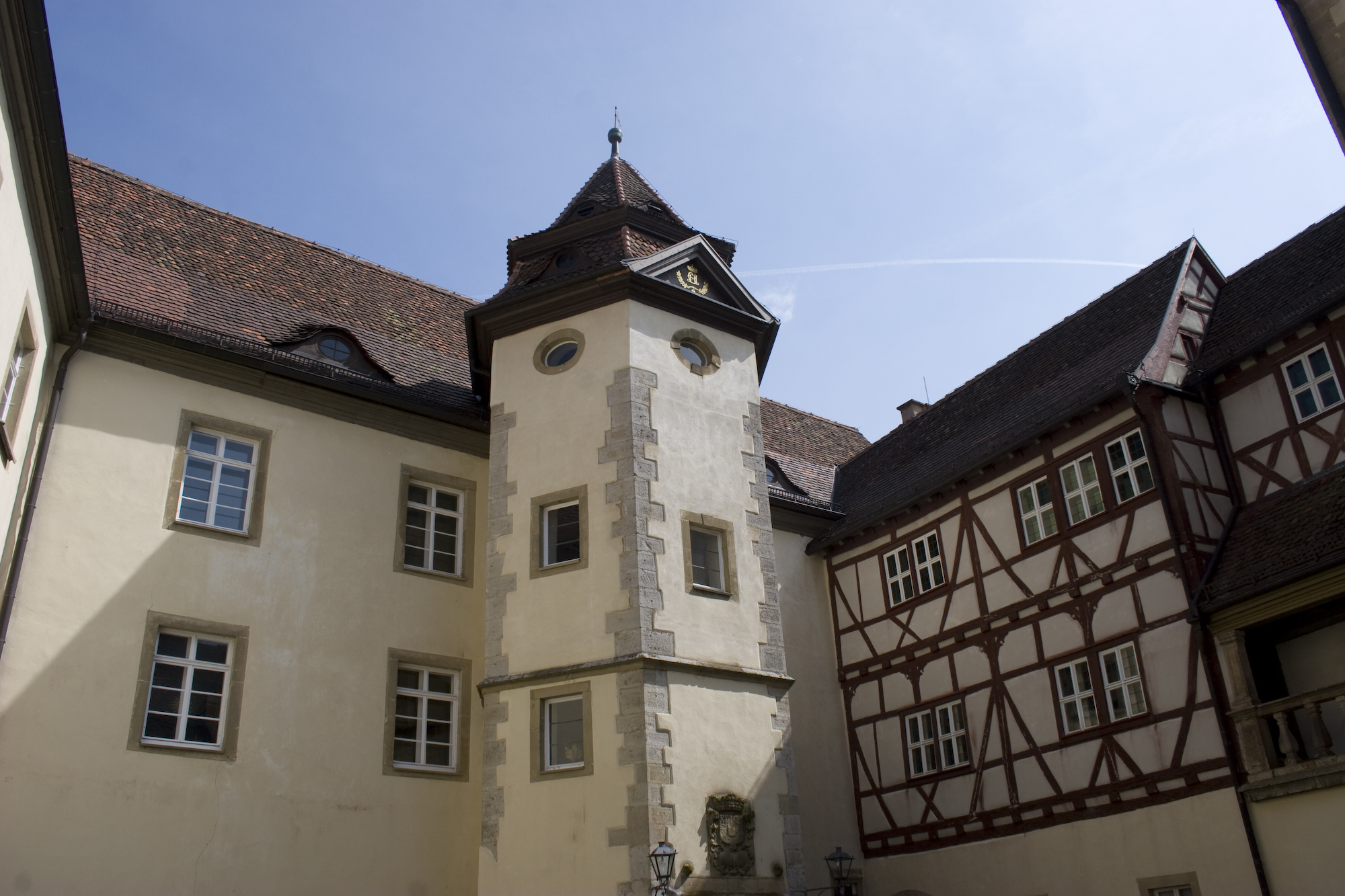
ハルテンベルクシュテッテン城

ニーダーシュテッテンはヴュルツブルク司教ヴォルフガールとフルダ修道院長ラートガールとの間での十分の一税闘争に関連して、フルダ修道院の寄贈台帳であるトラディティオーネス・フルデンゼスに780年に初めて記録されている。皇帝カール4世は、1367年にこの村に都市権を授けた。ニーダーシュテッテンの歴史は、現在ハルテンベルクシュテッテン城と呼ばれている城と密接に結びついている。
レーエン法の規定により、中世から近世にかけて領主は遺産相続に伴って転々とした。ホーエンローエ家、カステル伯、リムプルク献酌侍従家、ローゼンベルク家とハッツフェルト家、ヴュルツブルク司教区と渡った後、1803年からホーエンローエ＝ヤクストベルク家の所領となった。1806年にはヴュルテンベルク王国領となった。ヴュルテンベルクでは1806年からオーバーアムト・ゲーラブロン（オーバーアムトは当時の行政区画、1934年からはゲーラブロン県）に属した。同郡の廃止後はメルゲントハイム郡に移された。
1945年4月、ニーダーシュテッテンはその半分が破壊されていた。1973年のメルゲントハイム郡の廃止に伴い、マイン＝タウバー郡に編入された。

### 市町村合併
- 1972年1月1日 オーバーシュテッテン、プフィツィンゲン、フォアバッハツィンメルン
- 1972年2月1日 リンダーフェルト、ヴィルデンティーアバッハ
- 1972年4月1日 アドルツハウゼン
- 1972年7月1日 ヘレンツィンメルン、リュッセルスハウゼン
- 1974年1月1日 ヴェルムーツハウゼン

### 宗教
ユダヤ教の歴史 

ニーダーシュテッテンには中世からすでにユダヤ人が暮らしていた。彼らは1298年のリントフライシュ迫害運動で被害を受けた。近代型の宗教組織の設立は17世紀であった。1647年にこの街のユダヤ人に関する最初の記録がなされている。1748年には15人のユダヤ人世帯主がこの街にいた。ユダヤ人の人口がピークを迎えたのは1844年で、その数は217人であった。その後ユダヤ人は再び転出していった（1900年 163人、1910年 116人）。この街のユダヤ人は組織は1832年以降メルゲントハイムのラビ管区に属した。ユダヤ人の商家は19世紀にはすでにこの街の経済にとって重要な存在になっていた。1933年頃までは、毛皮取引、ワインや地方特産品の交易、織物販売、食肉業、家畜取引など多くのユダヤ人経営の企業があった。工業用ダイアモンドの研磨業者もあった。ナチス時代のユダヤ人迫害あるいはユダヤ人虐殺によって1933年時点でニーダーシュテッテンに住んでいた102人のユダヤ人のうち、44人が強制収容所で命を奪われ、45人が国外へ逃れ、12人が国内で自然死した。ただ1人の女性だけが収容所からニーダーシュテッテンに戻ってきたのであった。

## 行政

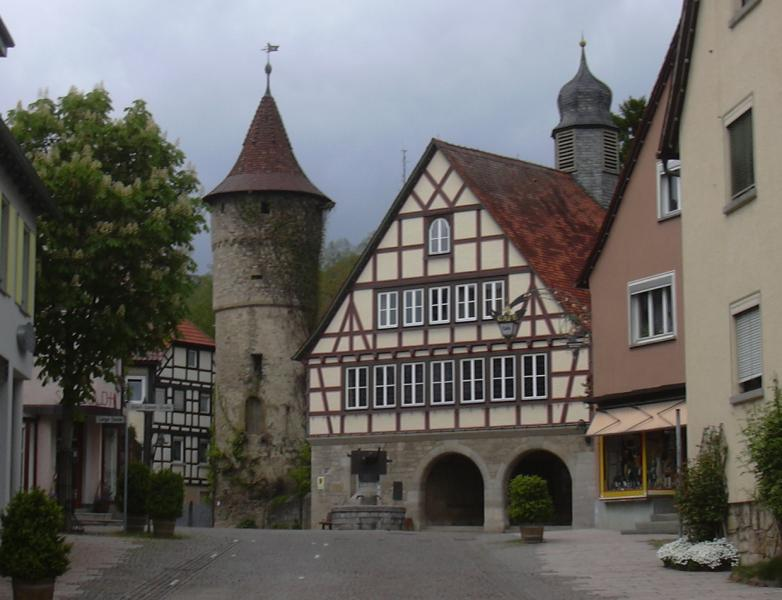
市庁舎とシンメル塔

### 市議会
ニーダーシュテッテンの市議会は21議席からなる。

### 紋章
図柄: 青地に、端から端までの銀の胸壁と赤い三角屋根を載せた2本の塔をもつ銀の城。塔の間には胸壁から一段高い段上に黒いマストが立てられ赤都銀の旗がたなびいている。赤と銀が五回入れ替わる盾状の門がある。

### 姉妹都市
- ル・プレシ＝ブシャール（フランス、ヴァル＝ドワーズ県）1996年

## 文化と見所

### 博物館
ニーダーシュテッテンには郷土博物館、アルバート・ザムト博物館、狩猟博物館がある。ヴェルムーツハウゼン区にはブドウ栽培博物館がある。また1843年9月から1844年4月までの半年間エドゥアルト・メーリケが友人の牧師ヴィルヘルム・ハルトラウプの元に滞在したことを記念して、1960年 牧師館にメーリケ記念室が設けられた。

### 建築
- ハルテンベルクシュテッテン城
- BASS GmbH & Co. KG — 2006年にフーゴ・ヘリング賞を受賞した。

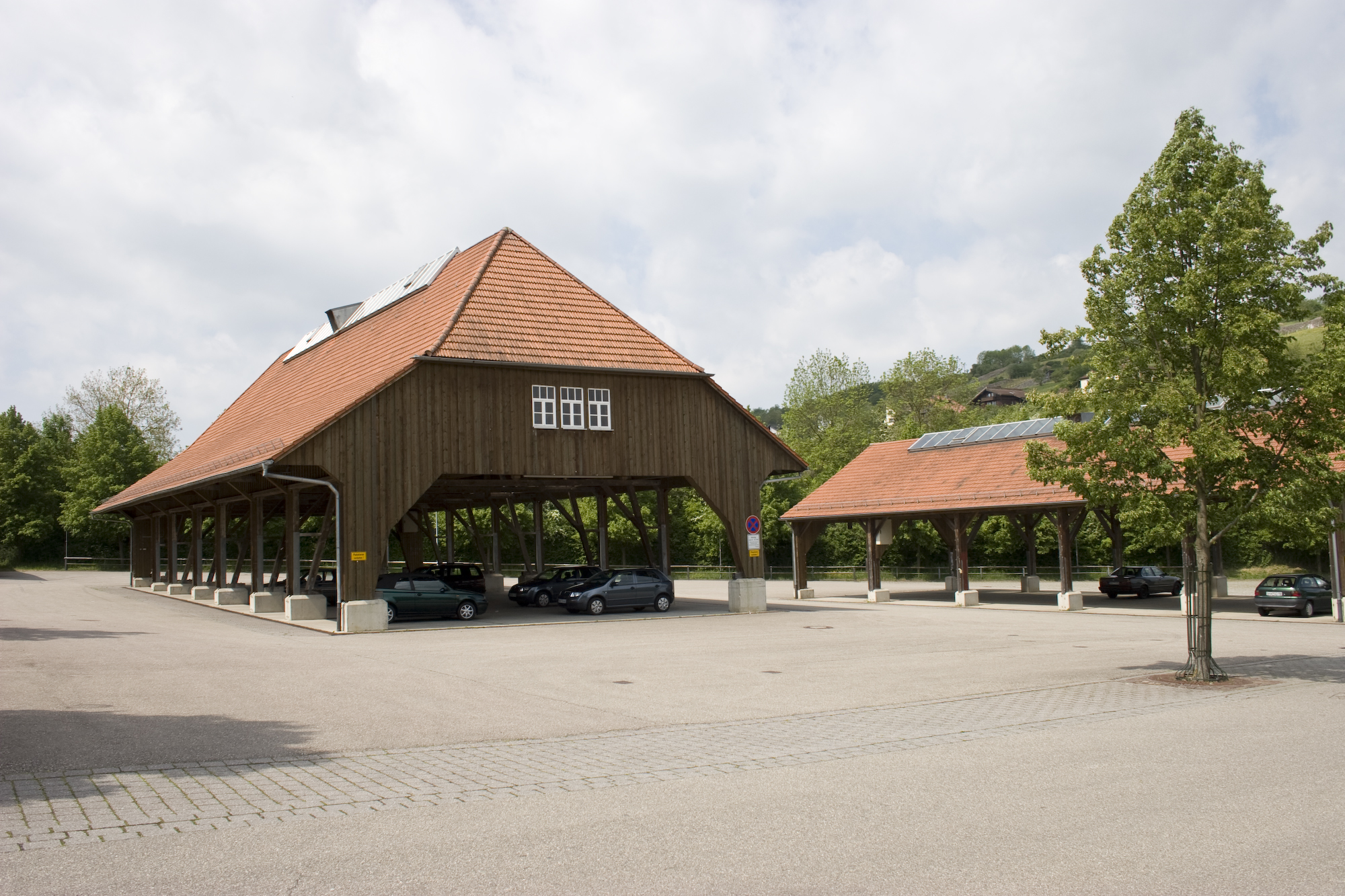
豚市の会場

### 定例行事
- ドイツ最大の子豚市（月曜の朝、フィッケンタール広場）
- 1月の第2月曜日の次の木曜日に行われる馬市

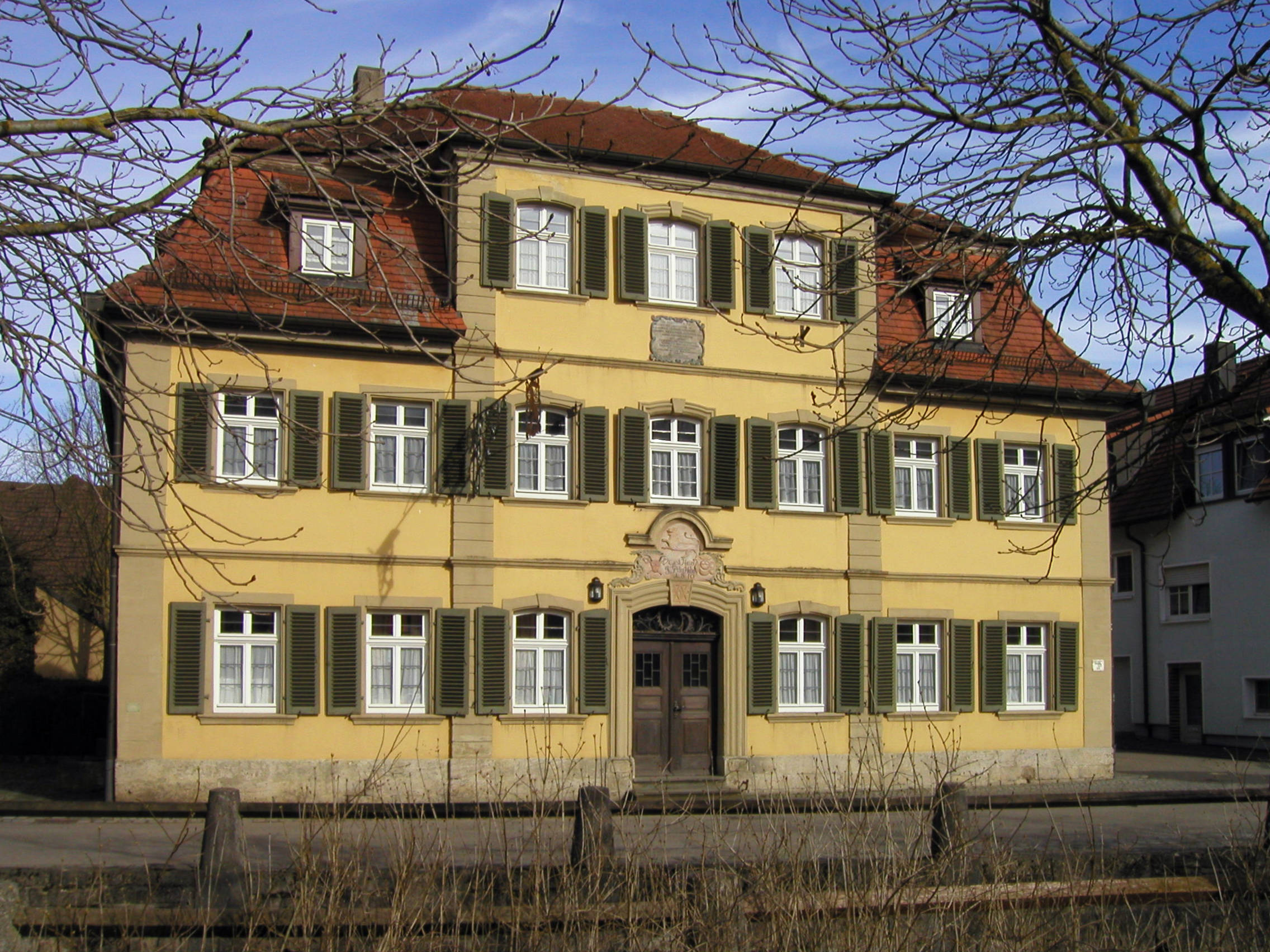
アムトハウス・オーバーシュテッテン

- 9月最終週末の秋祭り
- 12月初旬のメルヘン風のクリスマス市

### ロシア＝ドイツ劇団
1993年以降ニーダーシュテッテンでは、俳優夫妻ヴィクトーリア・グレーフェンシュタインとダーフィト・ヴィンケンシュテルンのロシア＝ドイツ劇団が舞台を構える。この劇団は、ソ連時代にドイツ語劇を上演したアルマトイの旧ドイツ劇団を起源とする。この劇団はアムトハウス・オーバーシュテッテンで上演している。

## 経済と社会資本
ニーダーシュテッテン、特にフォアバッハツィンメルン区は、伝統的なブドウ栽培の町であり、ヴュルテンベルク・ワインのコッハー＝ヤクスト＝タウバー地方タウバーベルク地区に属す。

### 交通
ニーダーシュテッテンは連邦道B290号線（タウバービショフスハイム - ヴェストハウゼン）経由で広域道路網に接続する。
ニーダーシュテッテン駅は、鉄道アシャッフェンブルク - ミルテンベルク - ヴェルトハイム - ラウダ - バート・メルゲントハイム - クライルスハイム線（タウバータール鉄道/マインタール鉄道）の駅である。この路線は2006年1月1日以降、ヴェルトフランケン鉄道が運営している。タウバータール鉄道は、ヴュルツブルク駅およびクライルスハイム駅でドイツ鉄道の広域鉄道網に接続している。しかし、2004年以降この鉄道の運行は週末に限られている。
ニーダーシュテッテン陸軍飛行場があり、民間機も利用している。

### 教育
実科学校、本課程学校、基礎課程学校からなるニーダーシュテッテン教育センターがある。

### ドイツ連邦軍
ニーダーシュテッテンには、航空機動作戦師団に所属する第30輸送ヘリコプター連隊がある。

## 人物

### 出身者
- フリードリヒ・ヴィット（1770年 - 1836年）宮廷楽長、作曲家

### ゆかりの人物
- フランツ・キュンストラー（1900年 - 2008年）第一次世界大戦時の k.u.k. Armee 司令官。

## 引用
1. ↑  Statistisches Landesamt Baden-Württemberg – Bevölkerung nach Nationalität und Geschlecht am 31. Dezember 2023 (CSV-Datei)
2. ↑  Max Mangold, ed (2005). Duden, Aussprachewörterbuch (6 ed.). Dudenverl. p. 582. ISBN 978-3-411-04066-7
3. ↑  Das Land Baden-Württemberg. Amtliche Beschreibung nach Kreisen und Gemeinden. Band IV: Regierungsbezirk Stuttgart, Regionalverbände Franken und Ostwürttemberg. Kohlhammer, Stuttgart 1980, ISBN 3-17-005708-1. S. 337–343